# Hybalus punicus
Hybalus punicus är en skalbaggsart som beskrevs av Baraud 1991. Hybalus punicus ingår i släktet Hybalus och familjen Orphnidae. Inga underarter finns listade i Catalogue of Life.